# Бюсс, Римо
Римо Бюсс (фр. Remo Buess; род. 13 сентября 1977, Базель, Швейцария) — швейцарский футболист, выступавший на позиции защитника в конце 1990-х и в 2000-х годах. В настоящее время тренер и руководит собственной футбольной академией.

## Биография

### Футбольная карьера
В юности Бюсс играл в футбол за клуб «СВ Сиссах», а в 1993 году перешел в молодежный команду клуба «Базель». В сезоне 1996/97 Бюсс перешел в первую команду «Базель», подписав свой первый профессиональный контракт под руководством главного тренера Карла Энгеля. После участия в двух контрольных матчах Бюсс дебютировал за клуб в национальной лиге в выездной игре на стадионе Летцигрунд 7 сентября 1996 года, в матче «Базеля» с клубом «Цюрих». Тем не менее, он провел большую часть сезона и весь следующий в составе молодёжной команды. Чтобы получить больше игрового времени на сезон 1998/99 Бюсс был отдан в аренду в клуб «Конкордия», а на сезон 1999/2000 он был отдан в аренду в «Муттенц», оба клуба выступали в третьей лиге швейцарского футбола. Контракт Бюсса с «Базель» закончился в июне 2000 года. За время своего пребывания в клубе Бюсс сыграл в общей сложности шесть матчей за первую команду, не забив ни одного гола, две из этих игр были в Национальной лиге А и четыре товарищеских матча.
Летом 2000/01 Бюсс на правах свободного агента перешел в «Ксамакс». Здесь он стал регулярно выходить в стартовом составе. В Кубке Швейцарии 2002/03 «Ксамакс» дошел до финала, в котором Бюсс отыграл все 90 минут, но Ксамакс» потерпел поражение от своего бывшего клуба «Базель» со счетом 6:0.
Бюсс провел в «Ксамаксе» три сезона, а затем перешел в «Цюрих». В сезоне 2004/05 «Цюрих» дошел до финала кубка, который состоялся 16 мая 2005 года на стадионе Санкт-Якоб Парк в Базеле, и «Цюрих» одержал победу со счетом 3:1. Хотя Бюсс не принимал участия в самой игре, он стал обладателем кубка, потому что в тот день был в составе. Бюсс пробыл в команде два сезона, а затем отправился в Австралию.
Римо выступал за «Квинсленд Роар» в А-Лиге. В ноябре 2006 года, в трансферное окно, ему было предложено перейти в «Нью Зиланд Найтс», но этот трансфер не было реализован. 24 января 2007 года «Квинсленд Роар» расторг контракт с Римо контракт, поскольку в составе клуба было слишком много иностранных игроков. Он хотел присоединиться к «Нью Зиланд Найтс» в сезоне 2007/08, но клуб был расформирован. В 2009 году Бюсс играл за «Логан Юнайтед» в футбольной лиге Квинсленда, где он был капитаном.

### Тренерская карьера
Работал тренером молодёжной команды в своем бывшем клубе «Брисбен Роар» с 2010 года по 2012 год. Также был главным тренером в Брисбейнском колледже для мальчиков и Лютеранском колледже Святого Петра. Римо также управляет своей академией футбола под названием «Фабрика футбола».

## Достижения
- Победитель Кубка Швейцарии: (2005)